# ادی دونگی
ادی دونگی (انگلیسی: Eddy Donaghy؛ زادهٔ ۸ ژانویه ۱۹۰۰) بازیکن فوتبال اهل بریتانیا است.
از باشگاه‌هایی که در آن بازی کرده‌است می‌توان به باشگاه فوتبال دربی کانتی، باشگاه فوتبال کن، باشگاه فوتبال گیلینگام، باشگاه فوتبال میدلزبرو، و باشگاه فوتبال برادفورد سیتی اشاره کرد.